# Старки
Ста́рки (рос. Старки) — присілок у складі Чорноголовського міського округу Московської області, Росія.

## Населення
Населення — 5 осіб (2010; 2 у 2002).